# Rhaphidospora cavernarum
Rhaphidospora cavernarum é uma espécie de planta da família Acanthaceae. Pensou-se que a espécie estivesse extinta em Queensland, até que foi descoberta em Cape York, entre Cooktown e o rio Lockhart. Anterior a isto, a espécie não foi mais vista desde 1873.